# Thomas Dietz (Politiker)
Thomas Eckhard Dietz (* 12. März 1967 in Karl-Marx-Stadt, DDR) ist ein deutscher Politiker (AfD). Er ist seit 2021 Mitglied des Deutschen Bundestages.

## Leben
Dietz wurde 1967 im heutigen Chemnitz geboren und wuchs im erzgebirgischen Lugau auf. Nach Abschluss der 10. Klasse absolvierte er eine Ausbildung zum Buch- und Offsetdrucker. Nach zwanzigjähriger Tätigkeit in der polygraphischen Industrie machte Dietz sich selbstständig und war im Baunebengewerbe und Immobilienbereich tätig. Er wohnte zwei Jahrzehnte seines Lebens in Niederwürschnitz.
Dietz war mehr als zehn Jahre Vorsitzender des Gewerbevereins Lugau-Gersdorf e. V. und ist Mitglied der Sächsischen Israelfreunde e. V. Er ist verheiratet und Vater von drei erwachsenen Kindern.

## Politisches Engagement
Dietz war bereits Anfang der 1990er Jahre ein Gründungsmitglied der Partei Deutsche Soziale Union im Stollberger Raum. Nach dem Niedergang der DSU war Dietz lange parteilos.
Mit Gründung der Wahlalternative 2013 suchte Dietz Kontakt zu dessen Mitgliedern und wurde frühzeitig Mitglied der daraus entstandenen Partei Alternative für Deutschland. Von 2017 bis 2021 war er als Mitarbeiter im Wahlkreisbüro des damaligen Bundestagsmitglieds Ulrich Oehme in Lugau tätig.
Dietz ist Stadtrat in Lugau. Bei den Kommunalwahlen in Sachsen 2014 und 2019 wurde Dietz zudem in den Kreistag des Erzgebirgskreises gewählt. Er übernahm 2018 den Vorsitz der AfD-Kreistagsfraktion im Erzgebirgskreis. Zudem ist er stellvertretender Vorsitzender und Sprecher des AfD-Kreisverbands Erzgebirge. Zur Bundestagswahl 2021 wurde Dietz von seiner Partei als Direktkandidat für den Wahlkreis Erzgebirgskreis I aufgestellt. Mit einem Erststimmenanteil von 31,7 % konnte er das Direktmandat für den Einzug in den 20. Deutschen Bundestag gewinnen. Bei der vorgezogenen Bundestagswahl 2025 wurde Dietz in seinem Wahlkreis mit 46,6 % der gültigen Stimmen wiedergewählt.

## Positionen
Dietz bezeichnet sich selbst als konservativ-liberal und teilte zur Gründung der AfD die Kritik der Partei an den Maßnahmen zur Rettung des Euros. Für geringere Einkommen soll es nach Dietz höhere Steuerfreibeträge geben; die Sozialversicherungsbeiträge dürften nicht weiter steigen. Im Bereich der Energiepolitik tritt Dietz gegen den Bau neuer Windkraftanlagen ein. Er befürwortet stattdessen den Einsatz der Kernenergie und setzt sich für die Erforschung von Dual-Fluid-Reaktoren zur Lösung der Endlagerfrage ein. In der Asylpolitik befürwortet Dietz eine wohnortnahe Unterstützung von Flüchtlingen. Eine unkontrollierte Einwanderung nach Deutschland lehnt er ab. Im Umgang mit der COVID-19-Pandemie lehnt Dietz eine Stigmatisierung von Ungeimpften ab. Die Impfung von Kindern lehnt Dietz ab. Er sagte der Freien Presse, das Immunsystem sei „der beste Gegner gegen das Coronavirus“. Eine Radikalisierung der AfD seit ihrer Gründung sieht er nicht.